# 胡衡華
胡 衡華（こ こうか、1963年6月 - ）は、中華人民共和国の官僚・政治家。湖南省衡南県出身。現職は重慶市人民政府市長代行兼中国共産党重慶市委員会副書記。元中国共産党陝西省委員会専職副書記、中国共産党長沙市委員会書記。

## 経歴
1963年6月、湖南省衡南県で生まれる。1985年6月に中国共産党入党。2001年12月、西安建築科技大学学士課程を経て、湖南大学工商管理学院修士課程修了。大学卒業後は衡陽の国有企業である衡陽鋼鉄場100車間技術員として就職し、昇進を重ねて社長となる。2005年7月、同省長沙市に転任し、湖南省経済委員会主任、党組書記に就任。2008年3月、党務に転じて益陽市に赴任し、益陽市党委員会副書記、代理市長に就任した。2009年1月、益陽市の市長代行を務める胡衡華が益陽市市長に選出されました。2011年1月、湖南省発展改革委員会主任、党組書記を担当しました。2013年12月、長沙市党委員会副書記、代理市長に就任。2014年1月、長沙市市長に昇格。翌年11月には湘江新区党工委書記を兼務する。2016年11月、湖南省人民政府国有資産監督管理委員会党委員会書記に任命される。2017年7月27日、長沙市党委書記に転任し、湖南省人民政府国有資産監督管理委員会党委員会書記を退く。
2020年10月、党務に転じて陝西省に赴任し、陝西省党委員会専職副書記に就任した。
2021年12月、唐良智の後任として、重慶市党委員会副書記に任命された。12月30日、第5期重慶市人民代表大会常務委員会の第30回会議で、唐良智市長の辞任届を受理し、胡衡華を市長代行に任命することを決定した。